# Iveco Cavallino
L'Iveco Cavallino e l'Iveco Cursor sono veicoli commerciali di gamma media 17/45 t sia autocarri che autoarticolati, fabbricati presso le filiali sudamericane Iveco Brazil e Iveco Argentina dal 2008-2009.

## Storia
Con tale modello la gamma media in sudamerica è dotata di motore Cursor 8 - (8 litri) 7.790 cm3 di cilindrata, 320 HP e coppia massima 1200 Nm (123 kgm) con turbocompressore e valvola wastegate.
Il Cavallino ha cambio ZF Friedrichshafen AG a 16 rapporti. Sospensioni pneumatiche.
La gamma è composta da trattrice 450E32T 4x2, 6x2 e 6x4 e una versione autocarro 180E32 4x2, 6x2 e 6x4 con passi da 3.690, 4.185 e 4.815 mm.
La gamma nel 2012 ha preso due nuove motorizzazioni 180E33 e 450E33. Potenze da 320 a 324 HP.

## Sedi di produzione
L'Iveco Eurocargo è presente in Europa dal 1992, fabbricato nella sede Iveco di Brescia per l'EMEA, e costruito nel mondo in:
- Turchia         Iveco Otoyol
- Argentina Iveco Argentina. La prima versione della gamma è stata lanciata in luglio 1995. La gamma EuroCargo è presente in Europa. Il motore fu il Fiat 8060-45B, 6 cilindri in linea turbo di 177 HP, per le versioni della gamma leggera, e del motore 8040-45 da 320 HP per la gamma media. A partire dal 2003, i motori sono come i modelli europei Eurocargo ovvero Iveco Tector e Iveco Cursor, con common-rail Magneti-Marelli.
- Brasile, la gamma Iveco EuroCargo è presente con la seconda serie del 2003, con motori Tector.
- Venezuela, presso La Victoria (Venezuela).
- Sudafrica, dal 2015 presso Rosslyn.